# Corte de Distrito de los Estados Unidos para el Distrito de Hawái
La Corte de Distrito de los Estados Unidos para el Distrito de Hawái (en cita de casos, D. Haw.') es el principal tribunal de primera instancia del Sistema de Cortes Federales de los Estados Unidos en el estado de Hawái. La jurisdicción territorial del tribunal abarca el estado de Hawái y los territorios de Atolón Midway, Isla Wake, Atolón Johnston, Arrecife Kingman, Atolón Palmyra, Isla Baker, Isla Howland, e Isla Jarvis; también se ocupa ocasionalmente (conjuntamente con el Distrito de Columbia y la Corte Superior de Samoa Americana) de los asuntos federales que se plantean en el territorio de Samoa Americana, que no tiene tribunal federal local ni corte territorial. Su sede es el Prince Kuhio Federal Building en el centro de Honolulu, frente a la Aloha Tower y el Puerto de Honolulu. El tribunal conoce de casos civiles y penales como tribunal de derecho y de equidad. Una rama de la corte de distrito es la Corte de Quiebras de los Estados Unidos que también tiene salas en el edificio federal. La Corte de Apelaciones de los Estados Unidos para el Noveno Circuito tiene jurisdicción de apelación sobre los casos que salen del Distrito de Hawai (excepto para las reclamaciones de patentes y las reclamaciones contra el gobierno de los Estados Unidos bajo la Ley Tucker, que se apelan ante el Circuito Federal). El Fiscal de los Estados Unidos para el Distrito de Hawai representa a los Estados Unidos en todos los casos civiles y penales dentro de su distrito.
A partir del 3 de enero del 2022, la Fiscal de los Estados Unidos es Clare E. Connors.

## Historia
Cuando se formó el Territorio de Hawai en 1900, la jurisdicción recayó en el Noveno Circuito. El 18 de marzo de 1959, cuando se formó el Distrito de Hawai, el distrito contaba con dos magistraturas para el tribunal. El 10 de julio de 1984, se añadió una tercera magistratura, y una cuarta el 1 de diciembre de 1990.